# Wormaldia longicerca
Wormaldia longicerca är en nattsländeart som beskrevs av Kumanski 1992. Wormaldia longicerca ingår i släktet Wormaldia och familjen stengömmenattsländor. Inga underarter finns listade i Catalogue of Life.